# Media maratón
El medio maratón o la media maratón es una carrera a pie de larga distancia en ruta cuya distancia es de 21 097 metros, es decir, la mitad de la de un maratón. Este tipo de competición no se encuentra actualmente en el programa de los Juegos Olímpicos ni del Campeonato Mundial de Atletismo, aunque sí en el del Campeonato Europeo de Atletismo.
La Asociación Internacional de Federaciones de Atletismo organiza desde 1992 Campeonato Mundial de Media Maratón.
La media maratón es un acontecimiento popular apreciado por los deportistas aficionados experimentados. De una distancia bastante importante para constituir un desafío, no requiere una preparación tan extensa que un maratón: el cansancio muscular es un problema menor sobre 21,097 km y la " pared del kilómetro 30 " provocado por el agotamiento de glucógeno se da en menor medida. Entre los aficionados, la media maratón se corre por debajo de la velocidad máxima aeróbica y debajo del umbral anaeróbico, en donde existe la ausencia de ahogo y una acumulación débil de ácido láctico en los músculos como suele suceder en las distancias más cortas. El record esta en 56 minutos 40 segundos establecido por Jacob Kiplimo

## Historia
Actualmente existe debate sobre qué carrera tiene el honor de ser el primer el "medio maratón" más antiguo del mundo ya que Lima, en Perú, y Elche en España se disputan ese título.
La Asociación de estadísticos de carreras en ruta (ARRS) apunta que en 1956 Osvaldo Suárez, argentino, corrió una distancia de 21.097 metros en un tiempo de 1h 08m 54s en Santiago de Chile. En 1960 fue el inglés Brian Hill quien invirtió 1h 07m 02s en localidad británica de Romford. Y en 1962 el norteamericano Leonard Edelen se convertía en el más rápido en recorrer esa distancia. Pero la ARRS apunta que son referencias individuales por lo que no se pueden considerar como carreras en ruta oficiales.
Ignacio Mansilla, miembro de la Asociación Española de Estadísticos de Atletismo (AEEA) apuntaba la complejidad que es encontrar referencias exactas al inicio de los medios maratones. En Elche la primera edición se celebró el primer domingo de abril de 1968 con victoria de José Sempere. La carrera discurrió por un circuito urbano. Según Mansilla, para otorgar carácter oficial una prueba, esta debería aparecer en un calendario oficial. La prueba española aparece en calendarios oficiales regionales y nacionales.
En Europa también hay referencias a una prueba en Luxemburgo, la Route du Vin, que tiene datos de 1968 y que podría disputar el título del más antiguo del mundo a la prueba española.

## Récords actuales
Bajo tiempos cronometrados, se cuenta 120 hombres que han logrado correr la distancia por debajo de la hora de duración y 484 mujeres por debajo de 1h 10m.
Récords actualmente registrados:
Masculino      56:42 Jacob Kiplimo ( Uganda), el 16 de febrero de 2025, en Barcelona, España.
Femenino   1:02:52 Letesenbet Gidey ( Etiopía), el 24 de octubre de 2021, en Valencia, España.
Evolución de los récords
Masculino
| Tiempo  | Nombre                    | Nacimiento | Nacionalidad   | Fecha      | Lugar                         |
| ------- | ------------------------- | ---------- | -------------- | ---------- | ----------------------------- |
| 1h02:56 | Miruts Yifter             | 1944       | Etiopía        | 1977/02/06 | Coamo, PUR                    |
| 1h02:47 | Anthony Simmons           | 1948       | Reino Unido    | 1978/06/24 | Welwyn Garden City, GBR       |
| 1h02:36 | Nick Rose                 | 1951       | Reino Unido    | 1979/10/14 | Dayton, USA                   |
| 1h02:32 | Kirk Pfeffer              | 1956       | Estados Unidos | 1979/12/07 | Las Vegas, USA                |
| 1h02:16 | Stan Mavis                | 1955       | Estados Unidos | 1980/01/27 | Nueva Orleans, EE. UU.        |
| 1h01:47 | Herb Lindsay              | 1954       | Estados Unidos | 1981/09/20 | Manchester, EE. UU.           |
| 1h01:36 | Mike Musyoki              | 1956       | Kenia          | 1982/09/19 | Filadelfia, EE. UU.           |
| 1h01:32 | Paul Cummings             | 1953       | Estados Unidos | 1983/09/25 | Filadelfia, EE. UU.           |
| 1h01:21 | Alex Hagelsteens          | 1956       | Bélgica        | 1984/09/23 | Remich, LUX-Grevenmacher, LUX |
| 1h01:14 | Steve Jones               | 1955       | Reino Unido    | 1985/08/11 | Birmingham, GBR               |
| 1h00:55 | Mark Curp                 | 1959       | Estados Unidos | 1985/09/15 | Filadelfia, EE. UU.           |
| 1h00:46 | Dionicio Cerón            | 1965       | México         | 1990/09/16 | Filadelfia, EE. UU.           |
| 1h00:14 | Armando Quintanilla       | 1968       | México         | 1996/01/22 | Tokio, JAP                    |
| 59:47   | Moses Tanui               | 1965       | Kenia          | 1993/04/03 | Milán, ITA                    |
| 59:17   | Paul Tergat               | 1969       | Kenia          | 1998/04/04 | Milán, ITA                    |
| 59:16   | Samuel Wanjiru            | 1986       | Kenia          | 2005/09/11 | Róterdam, NED                 |
| 58:55   | Haile Gebrselassie        | 1973       | Etiopía        | 2006/01/15 | Phoenix, USA                  |
| 58:53   | Samuel Wanjiru            | 1986       | Kenia          | 2007/02/17 | Ras Al Khaimah, UAE           |
| 58:35   | Samuel Wanjiru            | 1986       | Kenia          | 2007/03/17 | La Haya, NED                  |
| 58:23   | Zersenay Tadese           | 1982       | Eritrea        | 2010/03/21 | Lisboa, POR                   |
| 58:18   | Abraham Kiptum            | 1989       | Kenia          | 2018/10/28 | Valencia, ESP                 |
| 58:01   | Geoffrey Kipsang Kamworor | 1992       | Kenia          | 2019/09/15 | Copenague, DEN                |
| 57:32   | Kibiwott Kandie           | 1996       | Kenia          | 2020/12/06 | Valencia, ESP                 |
| 57:31   | Jacob Kiplimo             | 2000       | Uganda         | 2021/11/21 | Lisboa, POR                   |
| 57:30   | Yomif Kejelcha            | 1997       | Etiopía        | 2024/10/27 | Valencia, ESP                 |
| 56:42   | Jacob Kiplimo             | 2000       | Uganda         | 2025/02/16 | Barcelona, ESP                |

Femenino
| Tiempo  | Nombre                  | Nacimiento | Nacionalidad   | Fecha      | Lugar               |
| ------- | ----------------------- | ---------- | -------------- | ---------- | ------------------- |
| 1h17:48 | Daniele Justin          | 1942       | Bélgica        | 1978/11/12 | Nazaré, POR         |
| 1h15:58 | Michiko Gorman          | 1935       | Estados Unidos | 1978/11/19 | Pasadena, USA       |
| 1h14:03 | Patti Catalano          | 1953       | Estados Unidos | 1979/09/29 | Manchester, USA     |
| 1h13:59 | Marja Wokke             | 1957       | Países Bajos   | 1980/03/29 | La Haya, NED        |
| 1h13:26 | Joan Benoit             | 1957       | Estados Unidos | 1981/03/07 | San Diego, USA      |
| 1h09:57 | Grete Waitz             | 1953       | Noruega        | 1982/05/15 | Gotemburgo, SWE     |
| 1h09:14 | Joan Benoit             | 1957       | Estados Unidos | 1983/09/18 | Filadelfia, EE. UU. |
| 1h08:34 | Joan Benoit             | 1957       | Estados Unidos | 1984/09/16 | Filadelfia, EE. UU. |
| 1h08:31 | Ingrid Kristiansen      | 1956       | Noruega        | 1989/03/19 | New Bedford, USA    |
| 1h07:59 | Elana Meyer             | 1966       | Sudáfrica      | 1991/05/18 | East London, RSA    |
| 1h07:58 | Uta Pippig              | 1965       | Alemania       | 1995/03/19 | Kioto, JPN          |
| 1h07:36 | Elana Meyer             | 1966       | Sudáfrica      | 1997/03/09 | Kioto, JPN          |
| 1h07:29 | Elana Meyer             | 1966       | Sudáfrica      | 1998/03/08 | Kioto, JPN          |
| 1h06:44 | Elana Meyer             | 1966       | Sudáfrica      | 1999/01/15 | Tokio, JPN          |
| 1h06:25 | Lornah Kiplagat         | 1974       | Países Bajos   | 2007/10/14 | Údine, ITA          |
| 1h05:50 | Mary Jepkosgei Keitany  | 1982       | Kenia          | 2011/02/18 | Ras al-Jaima, UAE   |
| 1h05:09 | Florence Jebet Kiplagat | 1987       | Kenia          | 2015/02/15 | Barcelona, ESP      |
| 1h05:06 | Peres Jepchirchir       | 1993       | Kenia          | 2017/02/10 | Ras al-Jaima, UAE   |
| 1h04:52 | Joyciline Jepkosgei     | 1993       | Kenia          | 2017/04/01 | Praga, CZE          |
| 1h04:51 | Joyciline Jepkosgei     | 1993       | Kenia          | 2017/10/22 | Valencia, ESP       |
| 1h02:52 | Letesenbet Gidey        | 1998       | Etiopía        | 2021/10/24 | Valencia, ESP       |

## Lista de Media maratones
Lista no exhaustiva de media maratones organizados a través del mundo, dispuestos según su mes de celebración.  
Se incluyen carreras sin el sello IAAF Road Race.  
| Nombre                                          | Localidad            | País            | Desde | Mes                 | Participantes | Página web                                                                                        |        |
| ----------------------------------------------- | -------------------- | --------------- | ----- | ------------------- | ------------- | ------------------------------------------------------------------------------------------------- | ------ |
| EDP Medio Maratón de Sevilla                    | Sevilla              | España          | 1994  | Enero               | 10.500        |                                                                                                   | No     |
| Medio Maratón Max Tott                          | Ciudad de Guatemala  | Guatemala       | 1938  | Enero               | 5 000         |                                                                                                   | No     |
| Mitja Marató Internacional de Santa Pola        | Santa Pola           | España          | 1990  | Enero               | -             |                                                                                                   | Bronce |
| Media maratón de Marakech                       | Marrakech            | Marruecos       | 1990  | Enero               | 3 600         |                                                                                                   | No     |
| Medio Maratón San Blas                          | Coamo                | Puerto Rico     | 1962  | Febrero             | 1 500         |                                                                                                   |        |
| 21k Guadalajara                                 | Guadalajara          | México          | -     | Febrero             | -             |                                                                                                   | Bronce |
| Media maratón Barcelona                         | Barcelona            | España          | 1991  | Febrero             | 16 000        |                                                                                                   | Oro    |
| Media maratón de Brighton                       | Brighton             | Reino Unido     | 1991  | Febrero             | 6 000         |                                                                                                   | No     |
| Media maratón de Ras Al Khaimah                 | Ras al-Khaimah       | EAU             | 2007  | Febrero             | 2 000         |                                                                                                   | No     |
| Media maratón de Marugame                       | Marugame             | Japón           | 1947  | Febrero             | 800           |                                                                                                   | Plata  |
| Media maratón "The Big Half"                    | Londres              | Reino Unido     | 2018  | Marzo               | 11 000        |                                                                                                   | No     |
| Media maratón de Nueva York                     | Nueva York           | Estados Unidos  | 1958  | Marzo               | 22 000        |                                                                                                   | No     |
| Media maratón "Stramilano"                      | Milán                | Italia          | 1976  | Marzo               | 7 000         |                                                                                                   | No     |
| Media maratón "RomaOstia"                       | Roma                 | Italia          | 1974  | Marzo               | 10 000        |                                                                                                   | Oro    |
| "Semi de París"                                 | París                | Francia         | 1993  | Marzo               | 33 000        |                                                                                                   | No     |
| Media maratón de Lisboa                         | Lisboa               | Portugal        | 1991  | Marzo               | 36 000        |                                                                                                   | Oro    |
| Media maratón de la Marsa                       | Tunis                | Túnez           | 2008  | Marzo               | 5 000         |                                                                                                   | No     |
| Media maratón de Varsovia                       | Varsovia             | Polonia         | 2006  | Marzo               | 11 124        |                                                                                                   | No     |
| Media maratón Mérida Patrimonio de la Humanidad | Mérida               | España          | 2007  | Abril               | 2 500         |                                                                                                   |        |
| Media maratón de Kiev                           | Kiev                 | Ucrania         | 2009  | Abril               | 11 000        |                                                                                                   | Bronce |
| Media maratón de Poznań                         | Poznań               | Polonia         | 2008  | Abril               | 10 391        |                                                                                                   | No     |
| Media maratón de Praga                          | Praga                | República Checa | 1999  | Abril               | 13 000        |                                                                                                   | Oro    |
| Media maratón de Niza                           | Niza                 | Francia         | 1991  | Abril               | 10 000        |                                                                                                   | No     |
| Media maratón de Yangzhou                       | Yangzhou             | China           | 2006  | Abril               | 3 500         |                                                                                                   | Oro    |
| "Halbmarathon" de Berlín                        | Berlín               | Alemania        | 1981  | Abril               | 30 500        | (enlace roto disponible en Internet Archive; véase el historial, la primera versión y la última). | No     |
| Media maratón de Gifu Seiryū                    | Gifu                 | Japón           | 2011  | Mayo                | 10 000        |                                                                                                   | Oro    |
| Mitja Marató Alcàsser                           | Alcácer              | España          | 1983  | Mayo                | 1.500         |                                                                                                   |        |
| Media maratón de Riga                           | Riga                 | Letonia         | 2006  | Mayo                | 3 000         |                                                                                                   | No     |
| Media maratón de Karlovy Vary                   | Karlovy Vary         | República Checa | 2012  | Mayo                | 4 000         |                                                                                                   | Oro    |
| Media maratón de Estrasburgo-Europa             | Estrasburgo          | Francia         | 1979  | Mayo                | 8 000         |                                                                                                   | No     |
| Medio Maratón Mora de Rubielos                  | Mora de Rubielos     | España          | 1995  | Mayo                | 300           |                                                                                                   | No     |
| 21K de Lima                                     | Lima                 | Perú            | 1909  | Mayo                | 9 000         | Archivado el 17 de mayo de 2018 en Wayback Machine.                                               | No     |
| Media Maratón de Albacete                       | Albacete             | España          | 1994  | Junio               | -             |                                                                                                   | No     |
| Media maratón de České Budějovice               | České Budějovice     | República Checa | 2011  | Junio               | 3 600         |                                                                                                   | Oro    |
| Media maratón de Wrocław                        | Breslavia            | Polonia         | 2011  | Junio               | -             |                                                                                                   | No     |
| Media maratón de Olomouc                        | Olomouc              | República Checa | 2010  | Junio               | 6 300         |                                                                                                   | Oro    |
| Media Maratón de Bogotá                         | Bogotá               | Colombia        | 2000  | Julio o agosto      | 45 000        |                                                                                                   | Oro    |
| Media Maratón Rock ‘n’ Roll de Dublín           | Dublín               | Irlanda         | -     | Agosto              | -             | Archivado el 25 de mayo de 2015 en Wayback Machine.                                               | No     |
| Medio Maratón de Buenos Aires                   | Buenos Aires         | Argentina       | 1989  | Agosto o septiembre | 22 000        | Archivado el 17 de abril de 2018 en Wayback Machine.                                              | No     |
| Media Maratón de Guayaquil                      | Guayaquil            | Ecuador         | 2001  | Julio               | 1 800         |                                                                                                   | No     |
| Media Maratón Báscones de Ojeda                 | Báscones de Ojeda    | España          | 1972  | Agosto              | 120           | Archivado el 30 de junio de 2018 en Wayback Machine.                                              | No     |
| 21k Ciudad de Guatemala                         | Ciudad de Guatemala  | Guatemala       | 2008  | Agosto              | 25 000        |                                                                                                   | No     |
| Media Maratón de Bristol                        | Bristol              | Reino Unido     | 1989  | Septiembre          | 16 000        |                                                                                                   | No     |
| Media Maratón "Great North Run"                 | Newcastle            | Reino Unido     | 1981  | Septiembre          | 54 000        |                                                                                                   | No     |
| Media Maratón de Copenhague                     | Copenhague           | Dinamarca       | 2015  | Septiembre          | 25 000        |                                                                                                   | Oro    |
| Media Maratón de Lille                          | Lille                | Francia         | 1996  | Septiembre          | -             |                                                                                                   | No     |
| Media Maratón de Ústí nad Labem                 | Ústí nad Labem       | República Checa | 2011  | Septiembre          | 2 200         |                                                                                                   | Oro    |
| "Greifenseelauf" del Lago de Greifen            | Greifensee           | Suiza           | 1980  | Septiembre          | -             |                                                                                                   | No     |
| Media Maratón de Budapest                       | Budapest             | Hungría         | 1985  | Septiembre          | 15 000        | Archivado el 10 de julio de 2017 en Wayback Machine.                                              | No     |
| Medio Maratón Valencia                          | Valencia             | España          | 2006  | Octubre             | 25 000        |                                                                                                   | Oro    |
| "Great Birmingham Run"                          | Birmingham           | Reino Unido     | 2008  | Octubre             | -             | Archivado el 6 de marzo de 2010 en Wayback Machine.                                               | No     |
| Media Maratón de Lisboa                         | Lisboa               | Portugal        | 2000  | Octubre             | 5 000         |                                                                                                   | Oro    |
| Media Maratón de Royal Parks                    | Londres              | Reino Unido     | 2008  | Octubre             | 16 300        | Archivado el 17 de febrero de 2015 en Wayback Machine.                                            | No     |
| "Great Scottish Run"                            | Edimburgo            | Reino Unido     | 1991  | Octubre             | 33 000        |                                                                                                   | No     |
| Media Maratón de Toronto                        | Toronto              | Canadá          | -     | Octubre             | -             |                                                                                                   | Oro    |
| Media Maratón de Boulogne-Billancourt           | Boulogne-Billancourt | Francia         | 1997  | Noviembre           | -             |                                                                                                   | No     |
| Marabana                                        | Habana               | Cuba            | 1987  | Noviembre           | 7 065         |                                                                                                   | Bronce |
| Media Maratón de Nueva Dheli                    | Nueva Dheli          | India           | 2005  | Noviembre           | 30 000        |                                                                                                   | Oro    |
| Media Maratón de Mar del Plata                  | Mar del Plata        | Argentina       | -     | Noviembre           | 8 000         |                                                                                                   |        |